# Ungerhausen
Ungerhausen è un comune tedesco di 1 076 abitanti, situato nel land della Baviera.